# Ulachan-Wawa
Die Ulachan-Wawa (russisch Улахан-Вава) ist ein rechter Nebenfluss des Wiljui in der Republik Sacha in Sibirien.
Die Ulachan-Wawa entspringt auf dem Wiljuiplateau nahe der Grenze zur Region Krasnojarsk. Sie fließt in östlicher Richtung durch das Mittelsibirische Bergland. Sie erreicht nach 374 km nahe der gleichnamigen Siedlung den Oberlauf des Wiljui. Die Ulachan-Wawa hat ein Einzugsgebiet von 12.500 km². Zwischen Oktober und April/ Anfang Mai ist die Ulachan-Wawa eisbedeckt. Ihr mittlerer Abfluss beträgt 62 m³/s.